# Poda neuronal
Poda neuronal o poda sináptica  es el proceso por el cual se eliminan las conexiones sinápticas entre las neuronas en el cerebro. Es un proceso natural en el desarrollo cerebral de todos los mamíferos. En el ser humano, la poda neuronal es responsable del aprendizaje. Las neuronas que son usadas con frecuencia desarrollan conexiones más fuertes pero aquellas que no se usan o se usan muy poco se van muriendo y desaparecen. Se trata de una  remodelación neural  que forma parte del desarrollo esperable y la maduración del cerebro. Esta poda no está predeterminada genéticamente, sino que se realiza como resultado de las experiencias vividas. El cerebro va eliminando conexiones en desuso y aumentando las transmisiones neuronales en las que se usan frecuentemente, lo que produce un recableado del desarrollo del sistema nervioso central que aumenta la eficacia cerebral. El momento más importante de la poda se da durante la pubertad gracias a las hormonas sexuales. Es el momento de mayores cambios en la maduración del cerebro, cuando desaparecen aproximadamente la mitad de las sinapsis. La interrupción de los mecanismos que permiten la poda neuronal dan como resultado una poda anormal, que se ha relacionado con la disfunción cerebral. La poda neuronal es un proceso de gran relevancia para el adecuado funcionamiento del cerebro. Si es insuficiente o excesiva  puede conducir a alteraciones en los circuitos lo cual es la base de diversas neuropatologías típicas del neurodesarrollo, que dan lugar a trastornos neurológicos y neuropsiquiátricos.

## Regulación y poda
Las sinapsis son el espacio de contacto funcional entre neuronas, a nivel del cual el impulso se transmite desde una neurona hacia la otra. Los impulsos nerviosos recorren las neuronas y cuando llegan a las dendritas, que son una especie de brazos, pegan un salto hasta la siguiente neurona mediante la sinapsis, que se produce a través del intercambio de sustancias químicas llamadas neurotransmisores. Las sinapsis son las responsables de transmitir toda esta información a través de la liberación y el reconocimiento de neurotransmisores por parte de las neuronas. Las sinapsis se forman y eliminan  a lo largo de toda la vida a través de procesos denominados sinaptogénesis y poda sináptica, respectivamente y de manera natural con el paso del tiempo y la madurez cerebral. La poda neuronal implica la eliminación selectiva de las conexiones entre las neuronas en el cerebro, un proceso natural que ocurre en el desarrollo cerebral de todos los mamíferos. En los humanos, la poda neuronal desencadena el aprendizaje: las neuronas activamente utilizadas fortalecen sus conexiones, mientras que aquellas menos empleadas se deterioran y desaparecen. Esta remodelación cerebral es parte integral del desarrollo y maduración del cerebro, siendo moldeada por las experiencias vividas en lugar de estar predeterminada genéticamente.
Cuando se usan determinados pensamientos, emociones o conductas, el cerebro no utiliza las neuronas asociadas a esos pensamientos, con lo cual, esos pensamientos, emociones o conductas se van debilitando. La poda neuronal es el proceso que va eliminando estas conexiones creadas durante la infancia porque ya no serán útiles en la vida adulta. Eso genera cambios en el comportamiento. Por ejemplo, a través de la poda neuronal, los bebés van perdiendo la habilidad de distinguir los sonidos del lenguaje que no han oído. Todos los cerebros de todos los mamíferos sufren una poda sináptica masiva durante la infancia. La regulación neuronal elimina las sinapsis más débiles y modifica las sinapsis restantes.La eliminación sináptica es modulada por la actividad neuronal. 
El cerebro elimina las conexiones neuronales inactivas y refuerza aquellas en constante uso, llevando a una reorganización del sistema nervioso central que potencia la eficiencia cerebral. La etapa crucial de poda ocurre durante la pubertad, impulsada por las hormonas sexuales, momento en el cual alrededor de la mitad de las sinapsis se eliminan. La interrupción de los procesos de poda neuronal puede resultar en una poda anormal, vinculada a disfunciones cerebrales..
El proceso conocido de la poda sináptica es crucial para la maduración de las conexiones sinápticas restantes. Aunque hay poda durante toda la vida, el momento más importante se da durante la pubertad por efecto de las hormonas sexuales. En este período de la vida, durante la adolescencia, el cerebro pierde aproximadamente la mitad de las sinapsis.Esta poda neuronal es una estrategia que se usa a menudo para eliminar selectivamente ramas y conexiones neuronales exuberantes en el sistema nervioso inmaduro para garantizar la formación adecuada de circuitos funcionales y que el cerebro madure.En cambio, la regulación neuronal, que también es un proceso de maduración natural,  lo que busca es implementar una modificación sináptica más óptima para mantener el rendimiento de esa red neuronal que es la que padece la poda sináptica masiva. La poda de axones y dendritas facilita la eliminación de las conexiones neuronales exuberantes. El sobrecrecimiento sináptico seguido de la poda sináptica es lo que mejora el rendimiento de la memoria a lo largo del desarrollo.
En el SNC de los mamíferos, la poda sináptica depende de la actividad que se realice. Se trata de la eliminación de un subconjunto de sinapsis, mientras que otras se mantienen, en respuesta a cambios en la actividad neuronal en el sistema nervioso en desarrollo. La poda sináptica es la que le permite al cerebro funcionar de una manera más eficiente. La poda sináptica  es procesos de desarrollo imuy importante para  eliminar las sinapsis más débiles e innecesarias, para mantener y favorecer las más fuertes y, fundamentalmente, para asegurar una correcta transmisión sináptica. La poda refina la correcta conectividad entre las regiones del cerebro y también con la periferia. 

## Ensamblaje de circuitos neuronales
Las imágenes del cerebro y los estudios anatómicos post mortem sugieren que la poda sináptica insuficiente o excesiva puede ser la base de varios trastornos del neurodesarrollo, incluidos el autismo, la esquizofrenia y la epilepsia.
Las fluctuaciones de las hormonas puberales hacen que las distintas áreas del cerebro vayan madurando en forma de ola.
Normalmente, los circuitos neuronales necesitan de un ajuste para ser funcionales. Este ensamblaje  requiere de la acción combinada de distintos acontecimientos. Los eventos regresivos abarcan una variedad de procesos, por ejemplo, la poda de axones y dendritas. La mayor parte de la poda de axones implica la eliminación de axones que ya habían hecho conexiones sinápticas por lo que esta poda está asociada a la eliminación de sinapsis.
Todos estos procesos, a su vez, son regulados por la interacción entre las neuronas y las células gliales que actúan de manera instructiva. Debido a la importancia de la poda de axones y dendritas, estos eventos de remodelación requieren un control espacial y temporal preciso, lo cual se logra mediante una variedad de mecanismos moleculares distintos.
Las disrupciones o exacerbaciones en la poda sináptica producen alteraciones en los circuitos lo cual podría ser la base de algunas alteraciones neuropatológicas típicas de trastornos neurológicos y neuropsiquiátricos, ya que la poda sináptica es un proceso de gran relevancia para el adecuado funcionamiento neuronal. La interrupción de los mecanismos que permiten la poda neuronal dan como resultado una poda anormal, que se ha relacionado con la disfunción cerebral. Comprender los mecanismos de la poda de axones y dendritas es fundamental para avanzar en el conocimiento de las enfermedades neurodegenerativas y de los trastornos mentales.
Las investigaciones han señalado un papel clave para las células gliales en la poda sináptica en varias partes del sistema nervioso y han identificado un conjunto de vías de señalización críticas entre la glía y las neuronas.
Esta poda óptima requiere que las sinapsis se eliminen de acuerdo con su eficacia, es decir, primero las más débiles.Esta poda neuronal ocurre de forma tardía con respecto a otras zonas del cerebro en todos los  primates, incluyendo los humanos.
Si este proceso de poda del desarrollo falla, puede haber aparecerlos  trastornos del neurodesarrollo del SNC humano, como el trastorno del espectro autista o la esquizofrenia.
La neuroplasticidad se refiere a la capacidad del sistema nervioso para cambiar su estructura o funciones como resultado de estímulos anteriores. Es un mecanismo plausible que subyace a un cerebro dinámico a través de procesos de adaptación de la estructura neuronal y los patrones de actividad.
Mientras que la sobreproducción de sinapsis comienza de forma prenatal y se completa en los primeros dos años luego del nacimiento, la poda neuronal continúa hasta la adolescencia.
Las alteraciones neuronales se producirían durante el proceso madurativo de la poda neuronal.
Hay una eliminación selectiva de las sinapsis que muestra picos específicos en determinadas momentos del desarrollo del cerebro.
Durante la adolescencia se produce el proceso conocido como la poda neuronal, a través del cual se eliminan aquellas sinapsis que no se usan.
La poda neuronal es esencial para el funcionamiento óptimo del cerebro. Tanto su escasez como su exceso pueden generar alteraciones en los circuitos neuronales, subyaciendo a diversas afecciones neuropatológicas propias del desarrollo neurológico que desencadenan trastornos neurológicos y neuropsiquiátricos.

## Trastornos
La poda sináptica es un proceso de gran relevancia para el adecuado funcionamiento del cerebro. 
Elimina las sinapsis «más débiles» o innecesarias y mantiene y favorece las sinapsis «más fuertes», asegurando así una propagación adecuada de la información en los circuitos.

Si la poda es insuficiente o excesiva puede conducir a alteraciones en los circuitos lo cual es la base de diversas neuropatologías típicas del neurodesarrollo humano, que dan lugar a trastornos neurológicos y neuropsiquiátricos.